# 미뜨현
미뜨현(베트남어: Huyện Mỹ Tú / 縣美秀)은 베트남 메콩강 삼각주 속짱성의 현이다.

## 행정 구역
미뜨현은 1시진, 8사를 관할하고 있다.

### 시사
- 후인흐우응이어 시사 (Thị trấn Huỳnh Hữu Nghĩa, 黃有義市鎭)

### 사
- 흥푸 사 (Xã Hưng Phú, 興富社)
- 롱흥 사 (Xã Long Hưng, 隆興社)
- 미흐엉 사 (Xã Mỹ Hương, 美香社)
- 미프억 사 (Xã Mỹ Phước, 美福社)
- 미투언 사 (Xã Mỹ Thuận, 美順社)
- 미뜨 사 (Xã Mỹ Tú, 美秀社)
- 푸미 사 (Xã Phú Mỹ, 富美社)
- 투언흥 사 (Xã Thuận Hưng, 順興社)